# كيم جين-وو
كيم جين-وو (هانغل: 김진우) هو لاعب كرة قدم كوري جنوبي في مركز الوسط، ولد في 9 أكتوبر 1975 في كوريا الجنوبية. شارك مع منتخب كوريا الجنوبية تحت 20 سنة لكرة القدم ومنتخب كوريا الجنوبية لكرة القدم. أما مع النوادي، فقد لعب مع سوون سامسونغ بلووينغز.

## وصلات خارجية
- كيم جين-وو على موقع الاتحاد الدولي (مؤرشف)  (الإنجليزية)
- كيم جين-وو على موقع دوري كوريا الجنوبية (الإنجليزية)
- كيم جين-وو على موقع قاعدة بيانات كرة القدم.إي يو (الإنجليزية)
- كيم جين-وو على موقع ناشيونال فوتبول تيمز (الإنجليزية)